# アイランド (ミュージカル)
『アイランド』(Once on This Island)は、アメリカ合衆国のブロードウェイ・ミュージカル。一幕もの。1990年にオフ・ブロードウェイの劇場にて初上演された。作詞のリン・アーレンズと作曲のスティーブン・フラハーティのコンビによる2作目のステージ・ミュージカルである。
1982年に出版されたローザ・ガイによる小説『マイ、ラブ! マイ、ラブ!―ある貧しい少女の恋物語』(My Love, My Love; or, The Peasant Girl)を原作としている。とあるカリブの小島を舞台に、ペザントと呼ばれる農民とグランゾムと呼ばれる裕福層の二つの世界を隔てる身分違いの男女の愛情を描いた物語である。『人魚姫』と『ロミオとジュリエット』に着想を得た作品である。
日本では他に『楽園伝説』『かつてこの島で』などのタイトルでも上演されている。本記事では原題と近い『アイランド』を採用する。

## キャラクター
ティ・モーン
ペザントの少女。幼少時代にあたるリトル・ティ モーンという役柄もある。
ダニエル
ペザントと敵対するボゾーム家の青年。
トントン・ジュリアン
ママ・ユーラリー
孤児のティ・モーンを育てることになる義理の両親。
アグウェ(水の神)
アサカ(大地の母)
パパ・ゲー(死を司る悪魔)
エルズリー(愛の女神)
島の神様たち。時に農民たちを見守り、時に試練を与える存在。
アンドレア
ダニエルの婚約者。
他、アンサンブルに相当するストーリーテラーが農民や町人などを演じる。

## ミュージカル・ナンバー
1. We Dance／ストーリーテラー
2. One Small Girl／ママ・ユーラリー、トントン・ジュリアン、リトル ティ・モーン、ストーリーテラー
3. Waiting for Life／ティ・モーン、ストーリーテラー
4. And the Gods Heard Her Prayer／アグウェ、アサカ、パパ・ゲー、エルズリー
5. Rain／アグウェ、ストーリーテラー
6. Pray／ティ・モーン、トントン・ジュリアン、ママ・ユーラリー、門番、ストーリーテラー
7. Forever Yours／ティ・モーン、ダニエル、パパ・ゲー
8. The Sad Tale of the Beauxhommes／アルモンド、ストーリーテラー
9. Ti Moune／ママ・ユーラリー、トントン・ジュリアン、ティ・モーン
10. Mama Will Provide／アサカ、ストーリーテラー
11. Waiting for Life (Reprise)／ティ・モーン
12. Some Say／ストーリーテラー
13. The Human Heart／エルズリー、ストーリーテラー
14. Pray (Reprise)／ストーリーテラー
15. Some Girls／ダニエル
16. The Ball／アンドレア、ダニエル、ティ・モーン、ストーリーテラー
17. Forever Yours (Reprise)／パパ・ゲー、ティ・モーン、エルズリー、ストーリーテラー
18. A Part of Us／ママ・ユーラリー、リトル ティ・モーン、トントン・ジュリアン、ストーリーテラー
19. Why We Tell the Story／ストーリーテラー

|    | アトリエ・ダンカン制作版 訳詞:竜真知子 | ミュージカル座制作版 訳詞:芝田未希 |
| -- | -------------------------------------- | ---------------------------------- |
| 1  | WE DANCE                               | Let's Dance                        |
| 2  | ONE LITTLE GIRL                        | 小さなこの子                       |
| 3  | 飛べないカモメ                         | 自由に飛びたい                     |
| 4  | 神々の企み                             | 神々は聞いていた                   |
| 5  | ミステリアス・レイン                   | Rain                               |
| 6  | 祈りの時                               | 祈り                               |
| 7  | FOREVER YOURS                          | 全てをあなたに                     |
| 8  | ボゾーム家の悲劇                       | ボゾーム家の物語                   |
| 9  | ティ・モーン                           | ティ・モーンの旅立ち               |
| 10 | アサカにお任せ                         | ママがあげよう                     |
| 11 | 待っていて                             | 自由に飛びたい(リプライズ)         |
| 12 | 本当のことはわからない                 | 噂話                               |
| 13 | 最後の楽園                             | 人の心                             |
| 14 | ホテル・ボソームのゴシップ             | 祈り(リプライズ)                   |
| 15 | 裸足の天使                             | 女はいつか                         |
| 16 | TI MOUNE'S DANCE                       | ティ・モーンのダンス               |
| 17 | 約束                                   | 全てをあなたに(リプライズ)         |
| 18 | 抱かせておくれ もう一度                | ティ・モーン                       |
| 19 | 語り継ぐSTORY                          | かつてこの島で                     |

## 上演

### オリジナル・プロダクション
1990年5月にオフ・ブロードウェイのプレイライツ・ホライズン劇場(英語版)にて上演。全19公演。その後、同年10月よりブース劇場(英語版)にてブロードウェイでの公演が開始された。
翌1991年にこのシーズンのトニー賞候補が発表され、ミュージカル作品賞を含む8部門で候補となったが、受賞はなかった。上演は同年12月1日まで行われ、ブロードウェイでは469回の公演（と19回のプレビュー公演）が行われた。
後にトニー賞女優となるラ・チャンズが主人公のティ・モーン役を演じ、本作で初のトニー賞候補となった。他にもドラマ・デスク賞の候補と新人へ与えられるシアター・ワールド賞(英語版)を授与されている。

### イギリスでの上演
イギリスでの初演は1994年にバーミンガム・レパートリー劇場(英語版)にて行われ、9月にはウエスト・エンドへ引っ越して上演された。
翌1995年に発表されたローレンス・オリヴィエ賞では全4部門で候補となり、新作ミュージカル作品賞を受賞した。また、アサカ役を演じたSharon D. Clarkeがミュージカル助演俳優賞候補となっている。
2009年と2011年にも上演が行われている。

### 日本での上演
日本での初演は1995年7月にアートスフィア(現・天王洲銀河劇場)にて、アトリエ・ダンカン制作により上演された。名古屋と大阪での公演も行われてる。演出は中村龍史。
この時の上演題は『楽園伝説』で、主演の西田ひかるの既発表曲とタイトルを合わせてあるが、特に当作品との因果関係はない。また、当時西田がCMキャラクターを務めていたハウス食品が協賛した。
以後、アマチュア劇団などでも上演されたが、2014年6月にミュージカル座制作による約20年ぶりの商業上演が行われ、翌2015年5月に再演、更に2017年1月に再々演が行われている。
|                           | 1995年              | 2014年            | 2015年              | 2017年              | 2019年              |
| ------------------------- | ------------------- | ----------------- | ------------------- | ------------------- | ------------------- |
| ティ・モーン              | 西田ひかる          | 片山陽加          | 片山陽加            | 河西智美            | 河西智美            |
| ダニエル                  | 松岡英明            | 上野聖太          | 上野聖太 小林遼介   | 木暮真一郎 田中秀哉 | 上野聖太            |
| トントン・ジュリアン      | 上條恒彦            | 森田浩平          | 森田浩平            | 岡智                | 森田浩平            |
| ママ・ユーラリー          | 日向薫              | 末次美沙緒        | 末次美沙緒          | 松岡美桔            | 岡田静              |
| アグウェ (水の神)         | 佐山陽規 福井貴一   | 石原慎一          | 石原慎一            | 杉浦奎介 森西建次   | 清水 廉 杉浦奎介    |
| アサカ (大地の母)         | 田中利花 高谷あゆみ | 鈴木結加里        | 鈴木結加里          | 田中利花            | えまおゆう          |
| パパ・ゲー (死を司る悪魔) | 岡幸二郎 曽我泰久   | 小野田龍之介      | 小野田龍之介        | 大田翔              | 小林遼介            |
| エルズリー (愛の女神)     | 絵馬優子 浜田紗知子 | 秋山エリサ        | 秋山エリサ          | 清水彩香 平川はる香 | 三森千愛 尾川詩帆   |
| アンドレア                | 白木美貴子          | 藤澤知佳 般若愛実 | 藤澤知佳 柏奈めい   | 大胡愛恵 安岡千夏   | 藤澤知佳 木村つかさ |
| リトル ティ・モーン       | 小此木麻里          | 清水詩音 北川真衣 | 吉岡実優羽 前廣衿花 | 今村凛音 永山咲來   | 矢山 鈴 森田瑞姫    |